# Trumbull
Trumbull város az Amerikai Egyesült Államok Connecticut államában, Fairfield megyében. Lakosainak száma 36 827 fő (2020. április 1.).

## Népesség
A település népességének változása:

| 2010 | 36 018 |
| 2020 | 36 827 |